# Diplasia karataefolia
Diplasia karataefolia là loài thực vật có hoa trong họ Cói. Loài này được Rich. ex Pers. mô tả khoa học đầu tiên năm 1805.